# Eublemma basalis
Eublemma basalis là một loài bướm đêm trong họ Erebidae.